# Rhododendron lapponicum
Rhododendron lapponicum es un arbusto enano de la familia de las ericáceas.

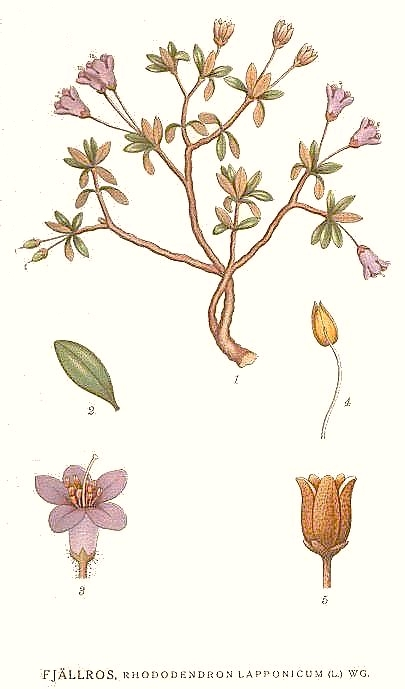
Ilustración

## Descripción
Arbusto enano siempre verde, postardo de hasta 50 cm de altura, densamente ramificado. Ramas finas, poco foliadas, con más hojas en los extremos; brotes tiernos densamente escamosos. Las hojas, cortamente pecioladas, se hallan en disposición alterna, son lanceoladas, obtusas, de hasta 2 cm de largo, ligeramente escamosas por el haz, intensamente escamosas por el envés, con escamas parduscas, superpuestas; hojas por lo demás glabras y con bordes enrollados. Las flores son de color violeta púrpura y se hallan dispuestas en número de 3-6 en racimos terminales; pedúnculos florales de hasta 12 mm de largo; brácteas tectrices membranosas, caedizas; cáliz muy pequeño, de hasta 1,5 mm de largo, con 5 lóbulos triangulares, ciliados y escamosos por la cara exterior; corola acampanada ancha, de unos 8 mm de largo y 15 mm de diámetro, glabra, 5-8 estambres; anteras sin apéndice; ovario súpero, pentaloculado, escamoso; estilo claramente más largo que el ovario, glabro. El fruto es una cápsula leñosa, escamosa al principio. Florece a final de primavera y en verano.

## Hábitat
Planta calcícola, crece en landas secas, laderas rocosas y lugares abiertos.

## Distribución
En las montañas de Finlandia, Noruega y Suecia, y en Norteamérica.

## Observaciones
Es una de las pocas especies europeas árticas. A diferencia de muchas otras especies de este género, resulta prácticamente imposible de cultivar.

## Taxonomía
Rhododendron lapponicum fue descrita por Carlos Linneo Wahlenb. y publicado en Flora Lapponica 104. 1812.
Etimología
Rhododendron: nombre genérico que deriva de las palabras griegas ῥόδον, rhodon = "rosa" y δένδρον, dendron  = "árbol".
lapponicum: epíteto geográfico que alude a su localización en Laponia.
Sinonimia
- Azalea lapponica L.	basónimo
- Rhododendron confertissimum Nakai
- Rhododendron lapponicum subsp. parvifolium (Adams) T. Yamaz.
- Rhododendron palustre Turcz.
- Rhododendron parviflorum F. Schmidt
- Rhododendron parvifolium Adams
- Rhododendron parvifolium subsp. confertissimum (Nakai) A.P. Khokhr.[3]